# Bruno Eyron

Bruno Eyron, 2007

Bruno Eyron; eigentlich Bruno Eierund (* 4. November 1964 in Lühnde), ist ein deutscher Schauspieler, Moderator, Filmproduzent, Autor und Geschäftsmann.
Bekannt wurde er vor allem durch seine Rolle als Hauptkommissar Balko in der gleichnamigen Fernsehserie ab der 49. Folge (Staffel 4).

## Leben
Aufgewachsen ist Eyron auf einem Bauernhof in Algermissen in der Nähe von Hildesheim. Im Jahr 1982 beendete er seine schulische Laufbahn mit dem Abitur und leistete anschließend seinen Wehrdienst. Es folgte ein Studienaufenthalt in den Vereinigten Staaten. Im Jahr 1984 begann er ein BWL-Studium an der Universität in München. Er besuchte die Vincent-Chase-Schauspielschule in Los Angeles und die HB Studios in New York City. Nebenbei belegte er mehrere Schauspielworkshops in London.
Im Jahr 1987 spielte er im Video zur Single Miss You So der Sängerin Bonnie Bianco deren Freund. Im Jahr 1988 begann seine Schauspielkarriere im deutschen Fernsehen mit der Rolle eines verletzten Offiziers in der Fernsehserie Die Wiesingers. Seitdem hat Eyron in weit mehr als 200 in- und ausländischen Film- und Fernsehproduktionen mitgespielt. Zwischen 1989 und 1995 war er Mitbegründer und Leiter der Werbeagentur Eierund, Gess und Partner. Die Agentur war spezialisiert auf Modeproduktionen.
Nach seiner Hauptrolle in der Fernsehserie Raumstation Unity in den Jahren 1997 und 1998 bekam er im Jahr 1998 die Hauptrolle in der RTL-Serie Balko. Von 2005 bis 2006 spielte er die Hauptrolle des Christian Hennig in SOKO Donau. Zeitweise moderierte er die Sendung Ripley’s unglaubliche Welt auf RTL2.
Im Jahr 2001 gründete er mit Marcus O. Rosenmüller und Werner Heinz die Produktionsfirma „Casascania“ und ist dort als Geschäftsführer, Produzent und Autor tätig.

## Filmografie
- 1988: Die Wiesingers: Schwierige Zeiten
- 1989: Anton, wohin?
- 1989: Wings of Fame
- 1989: Regina auf den Stufen (10 Episoden)
- 1989: Ein Fall für zwei: Roter Freitag
- 1989: Eurocops: Der Schwur
- 1990: Der Alte: Der Freispruch
- 1991: Der gute Kurt (HFF-Abschlussfilm)
- 1991: Zwei Halbe sind noch lange kein Ganzes (13 Episoden)
- 1991: Die Affäre der Sunny von B.
- 1992: Happy Holiday: Der Star
- 1992: 24/12 (HFF-Kurzfilm)
- 1992: Auf Achse
- 1992: Christians Nachtseite
- 1993: Der Gletscherclan (14 Episoden)
- 1993: Tatort: Klassen-Kampf
- 1993: Alles außer Mord: Die Frau ohne Gesicht
- 1994: Inseln unter dem Wind (5 Episoden)
- 1994: Um die 30 (6 Episoden)
- 1994: Blut und Feuer
- 1994: Die lachende Forelle (HFF-Abschlussfilm)
- 1994: Dr. Schwarz und Dr. Martin: Höhenflug
- 1994: Die Kommissarin: Säbelrasseln
- 1995: Armer Adel – Reicher Adel (Zweiteiler)
- 1995: Aus heiterem Himmel (2 Episoden)
- 1995: Kommissar Rex: Der Duft des Todes
- 1995: Florida Lady (10 Episoden)
- 1996: 60 Minuten Todesangst
- 1996: Blutige Rache
- 1996: Mein Papa ist kein Mörder
- 1996: Anwalt Martin Berg (5 Episoden)
- 1996: Klassenziel Mord
- 1996: Faust: Powerslide
- 1997: Küstenwache (Pilotfilm)
- 1997: Küstenwache: Hoher Besuch
- 1997: Raumstation Unity (26 Episoden)
- 1997: Klassenziel Mord
- 1998–2003: Balko (76 Episoden)
- 1999: Kinderraub in Rio
- 2000: Holiday Affair
- 2001: Rosamunde Pilcher: Morgen träumen wir gemeinsam
- 2003: Dienstreise – Was für eine Nacht
- 2003: Denninger: Mörderischer Cocktail
- 2004: Rosa Roth: Freundeskreis
- 2004: Lockruf der Vergangenheit
- 2005: Spezialauftrag: Kindermädchen
- 2005–2006: SOKO Donau (22 Episoden)
- 2005: Ladyland
- 2006: Ripley’s unglaubliche Welt
- 2006: Die Hochzeit meines Vaters
- 2007: Die Frauen von der Parkallee
- 2007: Ein Fall für zwei: Reißleine
- 2008: Wer Liebe verspricht
- 2008: Ein Date fürs Leben
- 2008: Ferien sind Nebensache
- 2008: Kreuzfahrt ins Glück: Florida
- 2009: Zeit für Träume
- 2009: Kommissar Rex
- 2009: Il peccato e la vergogna (8 Episoden)
- 2010, 2012: SOKO Wismar
- 2011: Sangue Caldo (8 Episoden)
- 2011: Nach all den Jahren
- 2011: Familie Dr. Kleist
- 2012: Küstenwache: Geld oder Liebe
- 2014: Rosamunde Pilcher: Vertrauen ist gut, verlieben ist besser
- 2014–2016: Ein Fall von Liebe (11 Episoden)
- 2014–2015: Non é stato mio figlio (8 Episoden)
- 2015: Onore é rispetto 5 (8 Episoden)
- 2016: Il bello delle donne 2
- 2018: In aller Freundschaft: Unverblümt
- 2018: Die Affäre Borgward
- 2019: Das Märchen von den zwölf Monaten (Märchenfilm)
- 2019: SOKO München: Der Mann ohne Gewissen
- 2019: Deathcember
- 2021: Waldgericht – Ein Schwarzwaldkrimi
- 2021: Um die 50 (Fernsehfilm)
- 2024: Münter & Kandinsky
- 2024: Traumnovelle

## Filmrollen
- 1990: Reversal of Fortune
- 1990: Wings of Fame
- 2013: Hititya – Das Geheimnis des Medaillons
- 2013: Gefällt mir!
- 2014: Phoenix
- 2014: Schneeflöckchen
- 2014: Coming In
- 2015: In the Ruins
- 2016: Das letzte Mahl